# دلفين هارماتوكي
دلفين هارماتوكي (الاسم العلمي:†Lagenorhynchus harmatuki) هو نوع انقراض|منقرض من الحيتانيات يتبع جنس دلفين قاروري الخطم من فصيلة الدلافين المحيطية.